# Turandot

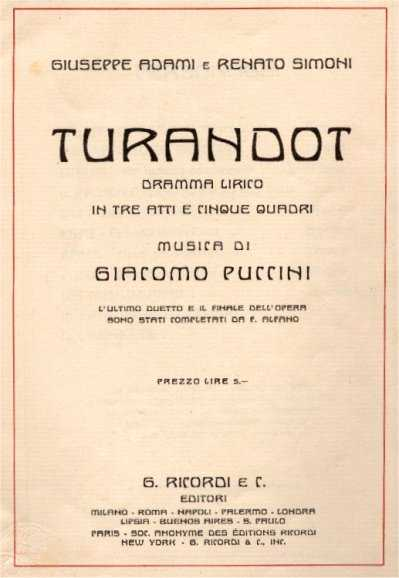

Turandot là vở opera 3 màn và là vở opera cuối cùng của nhà soạn nhạc opera nổi tiếng người Ý Giacomo Puccini. Những người viết lời cho tác phẩm là Giuseppe Adami và Renato Simoni. Vở opera này đã không được Puccini hoàn thành và nó chỉ được Franco Alfano hoàn thành nốt màn 3 vào năm 1926 (ông còn không hoàn thành được 2 cảnh cuối). Đây là vở opera mang phong cách verismo. Trong vở opera này, khúc Nessun Dorma là khúc nhạc nổi tiếng nhất và được coi là hình mẫu của âm nhạc thế kỷ XX.